# Vestsjællands Amt
Vestsjællands Amt a fost până la 1 ianuarie 2007 un amt în Danemarca, vestul insulei Zelanda.